# Smedje fra Ørbæk, Fyn (Frilandsmuseet)
Smedjen fra Ørbæk er en smedje der havde hjemsted i Ørbæk ved Nyborg på Fyn før den blev ehvervet af Frilandsmuseet i 1934 og åbnet dér i 1936.
Præsten i Ørbæk lod smedjen opføre i 1847 for at kunne udleje den til en landsbysmed.
Smeden betjente områdets bønder med reparationer af deres redskaber. Desuden lavede han diverse beslag til døre, vinduer og inventar. Man kunne også få slebet knive og sakse hos smeden.
Der hørte ikke et jordstykke til smedjen beregnet til egentlig til landbrug, men man har kunnet holde nogle få dyr som høns og måske et par grise. Derudover var der plads til en køkkenhave.

## Galleri
| - Værktøj - Tænger ophængt over værkstedets esse - Smedeværkstedet med ambolt og essen i højre side - Stor slibesten (drejesten) på pladsen foran smedjen |

| - Interiør - Fra dagligstuen med alkove, dragkiste og pyramidehylde - Det lille køkken med tallerkenrække. Indsyn gennem dør til værkstedet - Kammer kalket rosa med et par kister til dynebolstre og tøj og en himmelseng. |